# Platyrhynque à cimier blanc
Platyrinchus platyrhynchos
Ne doit pas être confondu avec Platyrhynque à cimier orange.
Espèce
Statut de conservation UICN

 LC  : Préoccupation mineure
Le Platyrhynque à cimier blanc (Platyrinchus platyrhynchos), aussi appelé Bec-plat à cimier blanc, est une espèce de passereau de la famille des Tyrannidae,.

## Systématique et distribution
Cet oiseau est représenté par quatre sous-espèces selon la classification de référence du Congrès ornithologique international (version 9.1, 2019) :
- Platyrinchus platyrhynchos platyrhynchos (Gmelin, JF, 1788) : de l'extrême est de la Colombie au sud du Venezuela, aux Guyanes et au nord du Brésil ;
- Platyrinchus platyrhynchos senex Sclater, PL & Salvin, 1880 : de l'est de l'Équateur à l'est du Pérou (département du Loreto), au nord-ouest de la Bolivie et à l'extrême ouest du Brésil ;
- Platyrinchus platyrhynchos nattereri Hartert & Hellmayr, 1902 : ouest du Brésil (du rio Purus au rio Madeira et au rio Ji-Paraná) ;
- Platyrinchus platyrhynchos amazonicus von Berlepsch, 1912 : Amazonie brésilienne (du rio Tapajós vers l'est jusqu'au Pará)[1],[2],[4].